# Zbigniew Tłuczyński
Zbigniew Stanisław Tłuczyński (* 16. Februar 1956 in Skierniewice) ist ein ehemaliger polnischer Handballspieler und heutiger Handballtrainer.

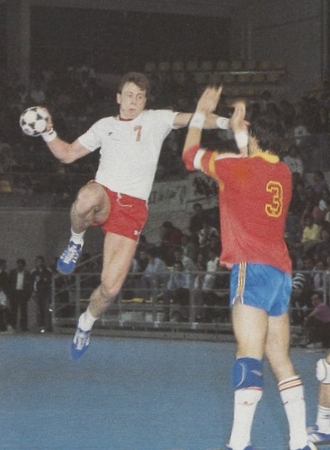
Zbigniew Tłuczyński bei der B-Weltmeisterschaft 1989.

Er ist 1,91 Meter groß. Seine Position als Spieler war vornehmlich im mittleren Rückraum.
Mit der polnischen Nationalmannschaft nahm er an den Olympischen Spielen 1980 sowie an der Handball-Weltmeisterschaft der Männer 1982 und der Weltmeisterschaft 1986 teil. 1982 konnte er dabei die Bronzemedaille mit nach Hause bringen.
Seine Vereine in Polen waren KS Kielce und Śląsk Wrocław. In Deutschland spielte Tłuczyński für den VfL Fredenbeck, bei dem er 1989 Torschützenkönig der Bundesliga wurde, sowie für den TuS Nettelstedt und den TV Jahn Duderstadt.
Zuletzt trainierte Tłuczyński den österreichischen Klub Alpla HC Hard, den er mit Saisonende 2009/2010 verließ.
Seine Söhne Tomasz und Maciej sind ebenfalls Handballspieler und haben auch für unterschiedliche deutsche Vereine gespielt. Mit seinem Bruder Andrzej spielte er zusammen in der Nationalmannschaft.